# 웨일스계 캐나다인
웨일스계 캐나다인은 웨일스 혈통의 캐나다인이거나 캐나다에 거주하는 웨일스 태생의 사람들을 일컫는다.
2011년 인구 조사에 따르면, 458,705명의 캐나다인이 완전 또는 부분적으로 웨일스인 혈통을 주장했다. 이 수치는 2016년 인구 조사에서 474,805명으로 증가했다.
범주적으로, 웨일스계 캐나다인은 영국계 캐나다인의 하위 그룹을 구성하며, 이는 다시 유럽계 캐나다인의 하위 그룹에 속한다.

## 역사
웨일스 지도 제작자 데이비드 톰슨은 18세기 후반과 19세기 초반 노스 웨스트 회사의 위대한 탐험가 중 한 명이었으며, 종종 "캐나다의 위대한 지리학자"로 불린다. 그는 130,000킬로미터를 도보로 이동하며 초기 탐험 시대에 미국-캐나다 국경의 대부분을 측량했다.
웨일스인의 캐나다 이민을 장려하기 위한 첫 노력 중 하나는 1812년에 웨일스 출신 존 매튜스가 가족을 캐나다로 데려오려 하면서 시작되었다. 매튜스는 어린 나이에 집을 떠나 미국에서 성공적인 사업가가 되었다. 웨일스로 돌아온 그는 가족이 빈곤하게 사는 것을 보고 캐나다로 이민해야 한다고 확신했다. 1817년 그의 가족은 현재 런던 (온타리오주) 근처의 사우스월드 타운십에 정착했다. 1812년까지 그는 토마스 탤벗 대령에게서 부여받은 100-에이커 (0.40 km2) 부지에 집을 지은 친척들을 더 데려왔다. 이 식민지는 1850년까지 385명의 웨일스 정착민을 유치했으며 1870년대 후반까지 웨일스적 특성을 주로 유지했다.
초기 웨일스인의 캐나다 이민은 1858년 브리티시컬럼비아주의 카리부 골드러시에 의해 촉진되기도 했다. 지하 광산의 개발은 이 지역에 남기로 결정한 많은 웨일스 석탄 광부들에게 일자리를 제공했다.
1902년, 1881년에 아르헨티나에 편입된 파타고니아에서 웨일스 이민자들이 도착했다. 의무 군 복무와 웨일스 농부들의 작물을 망친 일련의 홍수로 인해 일부 이민자들은 서스캐처원주 뱅고르 근처의 르웰린에 재정착하여 다시 농업에 종사했다. 웨일스 농부 공동체는 포노카 근처의 우드 리버에도 설립되었다.

### 앨버타주의 웨일스인
역사적으로 앨버타주는 인구 대비 웨일스 혈통의 비율이 가장 높았다. 2016년 인구 조사에서, 웨일스 혈통으로 확인된 사람은 80,455명으로, 이는 앨버타주 전체 인구의 약 2%에 해당한다.
- 얼 W. 배스컴 (1906-1995), 예술가, 발명가, 로데오 개척자, "현대 로데오의 아버지"이자 웨일스 혈통
- 데이비드 밀윈 더간, 웨일스인으로, 1921년부터 1923년까지 에드먼턴 시장을 지냈다.

## 문화
오늘날 캐나다의 웨일스 축제로는 이스테드보드와 기만파 가누가 있다. 캐나다의 웨일스인들은 성 다비드 축일, 3월 1일을 기념하며, 축제에는 이야기와 노래가 포함된다. 연회는 레스브리지, 포노카, 캘거리, 레드디어, 에드먼턴, 리자이나, 포트맥머리에서도 열린다. 캐나다 동부에서는 중앙 뉴브런즈윅 웨일스 사회가 3월 1일에 프레더릭턴의 주 의사당과 시청에 웨일스 국기를 게양하고, 이어서 회원과 손님을 위한 만찬을 개최하여 성 다비드 축일을 기념한다.
캘거리와 레스브리지의 웨일스 공동체에는 뉴스레터가 제공되며, 에드먼턴에서는 성 다비드 사회가 연 2회 회보를 발행하여 회원들에게 다가오는 행사에 대해 알린다. 일부 웨일스계 캐나다인들은 뉴욕에서 발행되는 웨일스 전국 신문인 Ninnau를 구독한다.
웨일스계 캐나다인들은 소설가 로버트슨 데이비스, 국립 연극 학교의 공동 설립자 파위스 토마스, 그리고 캐나다 연방의 아버지들을 그린 화가 로버트 해리스 등 캐나다에 활기찬 인물들을 배출하며 국가의 문화 생활에 활발하게 참여해 왔다.

## 인구 통계

### 캐나다 주 및 준주별 웨일스계 캐나다인 (2016년)
| 주                  | 인구    | 백분율 | 출처   |
| ------------------- | ------- | ------ | ------ |
| 온타리오            | 198,470 | 1.5%   | [ 14 ] |
| 틀:BC               | 113,905 | 2.5%   | [ 15 ] |
| 틀:AB               | 80,455  | 2.0%   | [ 16 ] |
| 틀:MB               | 17,760  | 1.4%   | [ 17 ] |
| 틀:NS               | 17,135  | 1.9%   | [ 18 ] |
| 틀:SK               | 17,785  | 1.7%   | [ 19 ] |
| 틀:QC               | 10,765  | 0.1%   | [ 20 ] |
| 틀:NB               | 10,110  | 1.4%   | [ 21 ] |
| 틀:NL               | 4,375   | 0.9%   | [ 22 ] |
| 틀:PE               | 2,415   | 1.7%   | [ 23 ] |
| 틀:YK               | 905     | 2.6%   | [ 24 ] |
| 틀:NT               | 560     | 1.4%   | [ 25 ] |
| 틀:나라자료 Nunavut | 160     | 0.5%   | [ 26 ] |
| 캐나다              | 474,805 | 1.4%   | [ 27 ] |

## 웨일스어
앨버타주에는 웨일스어 대면 및 온라인 세미나가 있다.

### 주목할 만한 인물
- 오언 하그리브스
- 테리 매튜스

## 같이 보기
- 영국계 캐나다인
- 웨일스
- 웨일스인 (민족)
- 웨일스계 미국인
- 웨일스계 아르헨티나인